# Lagens fiskar
Lagens fiskar (engelska: Fish Police) är en amerikansk animerad tv-serie från 1992 som visades på CBS, skapad av Hanna-Barbera. Den är baserad på serietidningen Fish Police, skapad av Steve Moncuse, som publicerades åren 1985–1991. Serien sändes under en säsong på CBS 1992, men lades sedan ner. Serien hade en mer mogen ton än de flesta andra serier skapade av Hanna-Barbara. Serien visades på bästa sändningstid i ett försök att konkurrera med Fox serie Simpsons, ABC:s serie Capitol Critters och CBS egen serie Family Dog.

## Handling
Gil är en polis som försöker navigera i den film noir-inspirerade undervattensstorstaden Fish City och lösa ofta maffiarelaterade brott. Samtidigt försöker han undvika att förföras av den flirtiga vampen Angel Jones såväl som att ingå äktenskap med flickvännen Pearl, som driver den lokala dinern. Ingendera är någon enkel match.

## Svenska sändningar
Serien visades i Sverige första gången i SVT:s sommarlovsprogram Tippen 1994. Den visades i repris på SVT1 och SVT2 under åren 1998–1999 och 2001–2002.
I USA lades serien ned efter bara tre avsnitt, men i Sverige sändes alla sex.

## Rollista i urval
- John Ritter - Inspector Gil
- Edward Asner - Chief Abalone
- Georgia Brown - Goldie
- Tim Curry - Sharkster
- Héctor Elizondo - Calamari
- Robert Guillaume - Detective Catfish
- Buddy Hackett - Crabby
- Megan Mullally - Pearl
- Charlie Schlatter - Tadpole
- Frank Welker - Mussels Marinara
- JoBeth Williams - Angel
- Jonathan Winters - Mayor Cod

## Avsnitt
1. "The Shell Game"
2. "A Fish Out of Water"
3. "Beauty's Only Fin Deep"
4. "The Codfather"
5. "The Two Gils"
6. "No Way to Treat a Fillet-dy"